# Andros Norte
Andros Norte (en inglés: North Andros) es uno de los distritos en los que se subdivide Bahamas. Se localiza al norte de la isla de Andros y es el distrito más grande de toda la mancomunidad de Bahamas.

## Iglesias
En Andros del norte, la Iglesia episcopal anglicana tiene presencia a través de la parroquia de St. Margaret, situada en la localidad de Nicholl's Town, y St. Mary Magdalena, ubicada en Mastic Point.
Hay también dos denominaciones de Iglesias Metodistas: la iglesia metodista Wesley se localiza en Mastic Point, mientras que Wesley Mt. Zion está en Nicholl's Town.
Otra Iglesia es la del Dios de la Profecía, que tiene sedes en Lowe Sound, Mastic Point, Staniard Creek y Conch Sound. De todas ellas, esta última, la de Conch Sound, es la que tiene más adeptos. Además, es el principal foco de la cultura bahameña "Rushin", que organiza cada año una celebración en torno a Año Nuevo.